# 36. pehotna brigada (ZDA)
36. pehotna brigada (izvirno angleško 36th Infantry Brigade) je bila pehotna brigada Kopenske vojske Združenih držav Amerike.

## Odlikovanja
- Predsedniška omemba enote
- Croix de Guerre s palmo